# King & Prince 永瀬廉のRadio GARDEN
『King & Prince 永瀬廉のRadio GARDEN』（キング・アンド・プリンス・ながせれんのレディオ・ガーデン）は、文化放送の制作で、NRN系列局を中心に放送されているラジオ番組。通称『庭ラジ（にわらじ）』。パーソナリティは、永瀬廉（King & Prince）。
制作局の文化放送では、2019年6月13日より、『レコメン!』木曜日23時台のフロート番組として放送開始。2023年3月30日（29日深夜）以降は、『レコメン!』木曜日0時台（水曜日深夜）のフロート番組として放送されている（詳細な放送形態・ネット局は後述）。

## 概要
King & Princeのメンバーにとって、初となる冠ラジオ番組で、2019年6月6日放送の『レコメン!』において番組開始が発表された。『Radio GARDEN』という番組タイトルは、「王宮の中庭で、一休み気分でおしゃべりする」というコンセプトから来ており、永瀬を「王様」、リスナーを「王国の国民」に見立て、永瀬がリスナーに寄り添い、疲れを癒してあげられるような番組を目指すとしている。
2023年3月下旬までは、放送枠上の前番組にあたる『Hey! Say! 7 Ultra JUMP』の流れを汲み、『レコメン!』に内包して放送される地域（以下、「レコメン!版」）と、30分の独立番組として放送される地域（以下、「30分版」）に分かれ、番組内容にも多少の差異があった。なお、当番組の開始に伴い『Ultra JUMP』は、『レコメン!』金曜日0時台（木曜日深夜）に枠移動。これによりネット局が大幅に増加すると同時に、2つに分かれていた放送形態も統一された。
2023年春の番組改編で、『レコメン!』本編の大幅なリニューアルに伴い、同年3月30日（29日深夜）より、木曜日0時台後半（水曜日深夜）に放送枠を移動した。前述の『Ultra JUMP』同様、ネット局の増加と放送形態の統一がなされた。
2024年4月4日（3日深夜）より、木曜日0時台前半（水曜日深夜）に移動。

## ネット局

### 2019年6月13日 - 2023年3月26日

#### レコメン!版
| 放送期間                      | 放送時間                 | 放送局                      | 対象地域      | 備考        |
| ----------------------------- | ------------------------ | --------------------------- | ------------- | ----------- |
| 2019年6月13日 - 2023年3月23日 | 木曜日 23:30頃 - 23:45頃 | 文化放送（QR）              | 関東広域圏    | 制作局      |
|                               |                          | 秋田放送（ABS）             | 秋田県        |             |
|                               |                          | ラジオ福島（rfc）           | 福島県        | [ 注 5 ]    |
|                               |                          | 静岡放送（SBS）             | 静岡県        |             |
|                               |                          | 京都放送（KBS京都） KBS滋賀 | 京都府 滋賀県 |             |
|                               |                          | ラジオ関西（CRK）           | 兵庫県        | NRN非加盟局 |
|                               |                          | 南海放送（RNB）             | 愛媛県        |             |
| 2022年3月31日 - 2023年3月23日 |                          | 北海道放送（HBC）           | 北海道        | [ 注 6 ]    |

#### 30分版
30分版最終回時点で、番組内容の更新が早い順に掲載。2023年4月より、岐阜放送を除き、過去にネットした局を含めた30分版放送局はいずれも、レコメン!版同時ネットに移行。
| 放送期間                      | 放送時間                          | 放送局                       | 対象地域   | 備考                                  |
| ----------------------------- | --------------------------------- | ---------------------------- | ---------- | ------------------------------------- |
| 2019年6月18日 - 2023年3月24日 | 金曜日 21:15 - 21:45              | 山形放送（YBC）              | 山形県     | [ 注 7 ]                              |
| 2019年6月13日 - 2023年3月24日 | 金曜日 23:30 - 24:00              | 西日本放送（RNC）            | 香川県     | [ 注 8 ] [ 注 9 ]                     |
| 2019年6月14日 - 2023年3月24日 |                                   | 熊本放送（RKK）              | 熊本県     |                                       |
| 2019年6月15日 - 2023年3月25日 | 土曜日 20:00 - 20:30              | 北陸放送（MRO）              | 石川県     |                                       |
| 2022年10月2日 - 2023年3月26日 | 日曜日 1:00 - 1:30 （土曜日深夜） | 東海ラジオ放送（SF）         | 中京広域圏 | [ 注 10 ] [ 7 ] [ 注 11 ] [ 8 ] [ 9 ] |
| 2022年4月3日 - 2023年3月26日  | 日曜日 21:00 - 21:30              | 青森放送（RAB）              | 青森県     | [ 注 12 ]                             |
| 2019年6月16日 - 2023年3月26日 | 日曜日 22:00 - 22:30              | 岐阜放送 （GBS・ぎふチャン） | 岐阜県     | NRN非加盟局                           |

30分版最終回ネット局のうち、岐阜放送・西日本放送・熊本放送の3局は、最終回翌週より後継番組扱いとして、同じ文化放送制作の『Snow Manの素のまんま』のネットを開始している。また、東海ラジオ放送では、30分版最終回翌週より当番組が放送されていた時間帯に、『素のまんま』を枠移動させている。

#### 過去のネット局
中国放送以外は、いずれも30分版を放送。
| 放送期間                                              | 放送時間                                  | 放送局                        | 対象地域      | 備考          |
| ----------------------------------------------------- | ----------------------------------------- | ----------------------------- | ------------- | ------------- |
| 2019年6月17日 - 2020年3月23日 2020年3月30日 - 9月21日 | 月曜日 23:20 - 23:50 月曜日 21:30 - 22:00 | 東北放送（TBC）               | 宮城県        |               |
| 2019年6月18日 - 9月24日                               | 火曜日 21:00 - 21:30                      | 新潟放送（BSN）               | 新潟県        |               |
| 2019年6月16日 - 2021年3月28日                         | 日曜日 2:30 - 3:00 （土曜日深夜）         | RKB毎日放送                   | 福岡県        | NRN非加盟局   |
| 2019年6月16日 - 9月29日                               | 日曜日 21:00 - 21:30                      | 宮崎放送（MRT）               | 宮崎県        | [ 注 15 ]     |
| 2020年10月5日 - 2022年9月26日                         | 月曜日 0:00 - 0:30 （日曜日深夜）         | 長崎放送（NBC） NBCラジオ佐賀 | 長崎県 佐賀県 | [ 10 ] [ 11 ] |
| 2020年1月2日（同日のみの単発放送）                    | 木曜日 23:30頃 - 23:45頃                  | 中国放送（RCC）               | 広島県        | [ 注 16 ]     |

#### 両バージョンの違い
- 30分版は放送時間が長い分、レコメン!版に比べ、永瀬のトーク部分が長めに取られている。また、30分版でのみ放送されるコーナーも存在する。逆に、レコメン!版で流れているトーク部分が、30分版ではカットされている事もある[注 17]。
- レコメン!版では、トーク部分でBGMを多用するが、30分版では、エンディング部分を除きほぼ使用しない。
- 数種類用意されているジングル（オープニングタイトルを兼ねる）について、使用するパターンが互いのバージョンで異なる事がある。
- 番組内で流れるKing & Princeの楽曲が、互いのバージョンで異なる事がある[注 18]。また、レコメン!版では概ね1番までの放送に対し、30分版では原則フルコーラスで流す。
- レコメン!版では、途中CMを挟まずに放送するが、30分版では、番組内でCM枠が3か所用意されている（40秒×2回、60秒×1回）[注 19]。

### 2023年3月30日 -  （レコメン!0時台移動後）
- 木曜日 0:35頃 - 0:55頃（水曜日深夜）（2023年3月30日 - 2024年3月28日）
- 木曜日 0:05頃 - 0:25頃（水曜日深夜）（2024年4月4日 -）[6]
  - 文化放送他、全国36局ネット[注 20]。
  - 2024年4月18日（17日深夜）放送分は、南海放送では前日23時台（『レコメン!』ネット受け中）に発生の地震の情報を自社スタジオから放送していた関係で最後の1分程度しか放送されなかった。

## コーナー
以下の中から、毎週1 - 2つ放送する。コーナーの合間には、リスナーから寄せられたメッセージ（放送内では「ふつメル」と称する）を紹介する。
今週の王国事件簿
近況報告のコーナーで、永瀬やKing & Princeの身辺で起こった「事件」を、新聞・雑誌の見出し風に紹介する。
王様のお悩みスイーツ
リスナーから悩んでいる事や迷っている事を募集し、永瀬がそれに対する回答を「甘いスイーツのような一言」で行う。
永ちゃんの"俺がおるやん"
上記「王様のお悩みスイーツ」のスピンオフ企画として、2021年8月5日に開始したコーナー。
「お悩みスイーツ」で永瀬が、回答として一時期「俺がおるやん」を連発していた事に端を発した企画で、「お悩みスイーツ」と同じ方式で、永瀬に「俺がおるやん」と言ってほしい、というリスナーからの投稿を紹介する。
2021年12月9日の放送で、「お悩みスイーツ」と本コーナーを一本化する事が発表された。
王国リサーチ・女子の気持ち分かります？
様々なテーマでリスナーからアンケートを行い、その結果をランキング方式で発表。永瀬は、ランキングの1位が何かを予想する。
思い出リクエストGARDEN
2023年3月まで、30分版でのみ放送されたコーナー。その為、番組公式サイトには、本コーナーに関する記載がされていなかった。
リスナーからのリクエスト曲を、その曲にまつわるエピソードと共に紹介する。コーナー初回（番組第2回放送）では、永瀬からのリクエストで、back numberの『クリスマスソング』を流した。
この他、正式なコーナーではないが、2020年4月16日以降の放送では、番組のエンディングでリスナーから寄せられた雑学を紹介している。これは、同年3月19日の放送で、ゴリラにまつわる雑学のメールを紹介したのをきっかけに、永瀬がリスナーに投稿を呼びかけた事による。

## 備考
特記のない限り、以下の放送日付は、いずれもレコメン!版におけるもの。
- 表面上は、永瀬のワンマンDJスタイルを採っているが、2023年春のリニューアルまでは、実際の放送においては、スタジオ内に当番組の構成作家（通称「ガイさん」）が同席しており、時折笑い声や、フォローの為に永瀬に話しかける声が漏れ聞こえてくる。「ガイさん」不在時に、永瀬のマネージャーがこの役を試みた事がある。
- 「庭ラジ」という通称は、2019年6月27日の放送において、リスナーから寄せられたアイデアを参考に、永瀬が決めたもの[2]。
- 2019年8月8日・15日・22日の放送では、番組初のゲストとして、オテンキのり（『レコメン!』パーソナリティ）が出演[注 23]。King & Princeのメンバーからは、岸優太（同年8月29日・9月5日・12日放送分）と、髙橋海人（同年10月10日・17日・24日放送分）が、それぞれゲスト出演している。2022年9月22日の放送では、約3年振りとなるゲストとして、なにわ男子の西畑大吾が出演した[13]。
  - この他、正式なゲストではないが、2019年12月5日の放送では、NEWSの小山慶一郎と増田貴久が数分間飛び入り出演した。
  - なお、当番組開始以前から、永瀬を含むKing & Princeのメンバーは、『レコメン!』本編に度々ゲスト出演している。当番組開始後の2019年10月17日には、永瀬が『レコメン!』番組冒頭から30分程飛び入り出演した[14][15]。
- 2023年春のリニューアルまで、レコメン!版においては、当番組の前にオテンキのりが、（主に永瀬についての）ギャグを披露し、それをジャニーズWESTの桐山照史と中間淳太（共に、『レコメン!』木曜日パーソナリティ）に突っ込まれてから、当番組がスタートする、という流れが定着していた。但し、『レコメン!』本編にゲストが出演した際には、そのゲストに番組振りをさせた事がある。
  - 2020年2月20日の『レコメン!』では、木曜日のフロート番組（『Sexy ZoneのQRZone』、当番組、『Ultra JUMP』）で行っているコーナーに、桐山・中間が挑戦する「レコメン!木曜ファミリーと勝手にコラボってみたスペシャル!!」を実施[16]。当番組のコーナーからは、「王様のお悩みスイーツ」が行われた。
- 下記日程のレコメン!版は、特別番組放送に伴い、『レコメン!』本編が休止になった為、全ネット局で休止。一方、当該週の30分版は、「思い出リクエストGARDEN」のスペシャル版として通常通り放送した。
  - 2020年12月31日…『さだまさしカウントダウンスペシャル』放送の為
  - 2022年7月21日…『Youたちデビューして25年もたっちゃったの!?～KinKi Kids どんなもんヤ!3時間生放送スペシャル～』放送の為
- 2022年2月3日・10日・17日の放送は、永瀬が自宅からリモート形式で収録に臨んだ。これは同年1月28日に、岸の新型コロナウイルス感染が確認されたため（永瀬を含む、他のKing & Princeのメンバーは陰性）[17]、大事を取ってスタジオには赴かなかったものによる。
- 2022年11月10日の放送は、2023年5月22日をもって、岸・平野紫耀・神宮寺勇太の3人がKing & Princeを脱退する事になったのを受け、当初予定していた内容を変更し[注 24][19]、全編にわたり永瀬が3人の脱退について心境を語った。途中、涙で何度も声を詰まらせながらも、11月4日の発表に至るまでの経緯や、髙橋との2人体制になるKing & Princeの、今後の活動への決意を語った[20]。
  - 当日のレコメン!版は、放送時間を23:25頃 - 23:50頃に拡大して放送[20]。番組内で楽曲を流さなかった一方、『レコメン!』本編パートに戻った直後に、前日の11月9日に発売された、King & Princeの11枚目のシングル『ツキヨミ』を流した。
  - この様な事情から、当該週（11月11日 - 13日）の30分版は、レコメン!版と同一の内容で放送。CM枠は、エンディング前にまとめて挿入する措置を採った。
- 2023年3月2日の放送は、「映画ドラえもん のび太と空の理想郷スペシャル」と題して、ゲストにドラえもんを迎え、永瀬がゲスト声優として出演した同作品の見所や、ドラえもん宛に届いた質問を紹介した[21]。
- 雑誌『Myojo』において、当番組の収録レポートが不定期に掲載されている。放送の中でも、永瀬がこれについて言及する事がある。